# IQ-quarter (Москва-Сіті)
Комплекс «IQ-quarter» (рос. Комплекс «IQ-квартал») — побудований комплекс з трьох висотних будівель, розташований на 11 ділянці в Москва-Сіті. У підземній частині буде розташовуватися метрополітен і прямий прохід до Центрального Ядра. Глибина котловану близько 30 метрів.
Загальна площа приміщень комплексу складе 228 тис. М². До його складу увійдуть дві офісні будівлі (42 і 34 поверхів), Чотиризірковий готель на 390 номерів в Башті 1 і підземна парковка на 925 машиномісць. Передбачається пряме залізничне сполучення з аеропортами Внуково і Шереметьєво.

## Історія
Для будівництва транспортного терміналу з комерційними площами загальною площею 228 тис. М² на 11-ій дільниці ММДЦ «Москва-Сіті» в 2003 році була заснована нідерландська компанія Citer Invest B.V. На 1,137 га планувалося побудувати дві офісні вежі (122,45 тис. М²) та готель 4 зірки на 390 номерів. Транспортний термінал повинен був пов'язати аеропорти Шереметьєво, Внуково, метро і наземний транспорт через Третє транспортне кільце. Будівництво планувалося завершити в 2011 році.
У серпні 2008 року забудовник домовився з «ВТБ» про кредитування проекту, але через кризу банк не зміг виділити фінансування. В результаті в першому кварталі 2009 року будівництво зупинилося. До цього часу вдалося звести лише стіну в грунті і свайне підставу. Майже через рік компанії вдалося залучити 355 млн доларів за допомогою бельгійських фінансових інститутів під гарантії, які видав «ВТБ». У листопаді 2009 року забудовник припускав, що здача комплексу в експлуатацію відбудеться в 2013 році.
У квітні 2011 року 50% плюс одна акція інвестора проекту купила компанія «Галс-Девелопмент».
11 грудня 2014 року, на даху комплексу була запланована артінсталяція «Око Саурона», приурочена до російської прем'єри останнього фільму з кінотрилогії «Хоббіт», що викликало обурення представників Російської православної церкви.
Навесні 2019 року в одній з веж комплексу розташовані три російських міністерства - Мінекономрозвитку, Мінпромторг, Мінкомзв'язку, а також підпорядковані їм служби та агентства.
У ніч на 30 липня 2023 року безпілотники атакували "Москва-Сіті", в тому числі, стався удар по офісній вежі IQ-quarter, в якій розташовані відразу три російських Міністерства: цифрового розвитку, економічного розвитку, а також промисловості і торгівлі. У Міноборони Росії заявили, що Москву атакували три українських дрона, один з яких нібито знищили в повітрі, а ще два - придушили засобами РЕБ, після чого вони впали на "Москва-Сіті".
У ніч на вівторок, 1 серпня 2023 року, "Москва-Сіті" повторно атакували безпілотні літальні апарати. Мер російської столиці Сергій Собянін заявив, що кілька безпілотників при спробі прольоту збила протиповітряна оборона, а один БПЛА потрапив у вежу IQ-quarter, пошкодивши фасад на рівні 17-го поверху. Як виявилося, БпЛА атакував ту ж вежу IQ-quarter, що і в перший раз. На 21 поверсі вежі IQ-кварталу знаходиться Міністерство економрозвитку Росії. 